# Otto Habel
Otto Habel (* 2. Januar 1922 in Proschwitz bei Niemes, Nordböhmen; † 18. März 1996 in Stuttgart) war ein deutscher Bildhauer, Glasgestalter und Mosaizist.

## Leben
Otto Habel besuchte von 1936 bis 1939 die Fachschule für Glasgestaltung Haida. Im Anschluss studierte er mit Hilfe eines Stipendiums ein Jahr an der Karls-Universität in Prag. Während des Zweiten Weltkriegs leistete er Arbeitsdienst und diente als Soldat. Durch eine Verwundung konnte er zwischenzeitlich mit dem Kriegsdienst pausieren und die Kunsthochschule in Berlin besuchen. Nach dem Krieg studierte er von 1945 bis 1949 an der Kunstakademie Stuttgart bei Rudolf Yelin. Im Anschluss an das Studium lebte und arbeitete er als freischaffender Künstler in Stuttgart (zeitweilig in Leinfelden). Oft arbeitete er mit der Mayer’sche Hofkunstanstalt in München zusammen.
Zu Otto Habels Gesamtwerk gehören Mosaiken, Glasfenster, bildhauerische Arbeiten und Malereien in über 150 katholischen Kirchen. Hauptsächlich wirkte er in Südwestdeutschland. Auch in öffentlichen Gebäuden, wie Gemeindezentren, Schulen und Banken sind seine Werke zu finden. Teilweise wurden sie als Wettbewerbsarbeiten ausgeführt. Häufig thematisierte Habel die Passion und Auferstehung Jesu Christi, insbesondere in Form von Darstellungen des Kreuzwegs. Charakteristisch für seine Mosaike sind die länglichen Materialstreifen, die er anstelle kleiner Würfel einsetzt. Als Bildhauer schuf er unter anderem Reliefs aus Aluminium für Altarräume und liturgische Objekte aus Bronze oder Stein.
1989 wurde er mit dem Sudetendeutschen Kulturpreis für Bildende Kunst der Sudetendeutschen Landsmannschaft ausgezeichnet.
Otto Habel verstarb 1996 in Stuttgart. Er ist beerdigt auf dem Waldfriedhof Leinfelden bei Stuttgart (Abteilung 36, Reihe 2, Grab 5).
Sein Sohn Raphael Habel (* 1953) ist als freischaffender Bildhauer und Maler ebenfalls künstlerisch tätig. Er arbeitete häufig mit seinem Vater zusammen, bis dieser verstarb. Später zog er nach  Grabenstetten, wo er seit 2001 mit der Bildhauerin Christine Pütter ein Atelier mit Skulpturengarten unterhält.

## Werke (Auswahl)
- 1957: Glasfenster in der Pfarrkirche St. Maria Königin, Kemnat
- 1960: Chorfenster in der Pfarrkirche St. Maria, Stuttgart
- 1961: Altarbild „Der wiederkommende Herr“ in der Domkirche St. Eberhard, Stuttgart (13 Meter hohes Goldmosaik, Darstellung von Christus als Pantokrator mit zwei Seraphim, Gerichtsengeln und den zum ewigen Hochzeitsmahl geladenen Jungfrauen, Materialien: Marmor, Onyx, Malachit und Lapislazuli)[5]
- 1962: fünf Langhausfenster (Vertreibung aus dem Paradies, Opfer des Abraham, Verkündigung, wunderbare Brotvermehrung, Einsetzung des Abendmahls) und Kreuzweg (14 Stationen in Mosaiktechnik aus Schiefer-, Gold- und Silberplättchen) in der Pfarrkirche St. Erasmus[6], Wernau (Neckar), Ortsteil Pfauhausen
- 1963: Kreuzweg in der Pfarrkirche St. Maria, Stuttgart (Mosaik)
- 1964: Kreuzweg in der Pfarrkirche zur Hl. Dreifaltigkeit, Stuttgart (Scraffito-Technik)
- 1964: Umgestaltung Jakobuskirche in Schwäbisch Gmünd-Bargau
- 1965: Altarkreuz, Tabernakel und Leuchter in der Hauskapelle der Schwestern des Klosters Heiligenbronn
- 1968: Altarmosaik der Chorwand (Natursteinmosaik) und Seitenfenster in der Kirche St. Theresia, Stuttgart-Weilimdorf.
- 1970: Kreuzweg und Altarkreuz der Pfarrkirche St. Klemens, Böblingen (Mosaiken)
- 1977: Tabernakel (Bronce und Rosenquarz) in der Kirche St. Theresia, Stuttgart-Weilimdorf.
- 1978: Ambonen (Lesepulte), Altarkreuz und Kreuz an der Außenwand über dem Hauptportal der Kirche St. Theresia, Stuttgart-Weilimdorf.
- 1980: Kreuzweg (14 Stationen in Natursteinmosaik) in der Kirche St. Theresia in Stuttgart-Weilimdorf.
- 1980: Bronzerelief der Sieben Werke der Barmherzigkeit in St. Josef (Sachsen bei Ansbach)
- 1984: Glas-Skulptur In memoriam Bohemiae im Sudetendeutschen Zentrum in München, Hoch-Straße
- 1985: Kreuzweg in der Pfarrkirche Heilige Familie, München (Mosaik)
- 1988/1989: Auferstandener mit verschiedenen Szenen zum Leben Christi, Mosaik im Altarraum in der Kirche St. Antonius in Herrenberg
- 1991: Kreuzweg in der Pfarrkirche Maria Regina, Fellbach (Mosaik)
- 1994: Mosaik an der Liebfrauenkirche in Bad Cannstatt